# Turuvekere
Turuvekere là một thị xã panchayat của quận Tumkur thuộc bang Karnataka, Ấn Độ.

## Địa lý
Turuvekere có vị trí 13°10′B 76°40′Đ / 13,16°B 76,67°Đ Nó có độ cao trung bình là 794 mét (2604 feet).

## Nhân khẩu
Theo điều tra dân số năm 2001 của Ấn Độ, Turuvekere có dân số 13.275 người. Phái nam chiếm 52% tổng số dân và phái nữ chiếm 48%. Turuvekere có tỷ lệ 73% biết đọc biết viết, cao hơn tỷ lệ trung bình toàn quốc là 59,5%: tỷ lệ cho phái nam là 78%, và tỷ lệ cho phái nữ là 69%. Tại Turuvekere, 11% dân số nhỏ hơn 6 tuổi.